# Blarinella wardi
Blarinella wardi är en däggdjursart som beskrevs av Thomas 1915. Blarinella wardi ingår i släktet Blarinella, och familjen näbbmöss. Internationella naturvårdsunionen kategoriserar arten globalt som livskraftig. Inga underarter finns listade i Catalogue of Life.
Arten når en kroppslängd (huvud och bål) av 60 till 75 mm, en svanslängd av 32 till 40 mm och har 10 till 14 mm långa bakfötter. Pälsen är på hela kroppen mörkgrå till brunaktig. Djurets framtänder och ibland några av de följande enkelspetsiga tänderna har orange spetsar.
Denna näbbmus förekommer i norra Myanmar och i den kinesiska provinsen Yunnan. Arten vistas i bergstrakter mellan 1600 och 3000 meter över havet. Habitatet utgörs av tempererade skogar.